# Ewald August König
Ewald August König, född den 22 augusti 1833 i Barmen, död den 9 mars 1888 i Köln, var en tysk romanförfattare. 
König ägnade sig först åt köpmansyrket, därefter åt militärtjänsten och sedan 1868 uteslutande åt vitterheten. Han debuterade med humoresker ur soldatlivet, såsom Lust und Leid im bunten Rock (1864; 3:e upplagan 1881), och utgav sedan ett stort antal romaner, bland andra Durch Kampf zum Frieden (1871; prisbelönt vid en tävlan i New York; svensk översättning "Genom strid till frid", 1878), Unter den Frommen (1875), Auf der Bahn des Verbrechens (1876; "På brottets bana", 1878), Die Wege zum Glück (1878) och Ein moderner Vampyr (1883). 